# 弗拉特克里克 (愛達荷州)
弗拉特克里克（英語：Flat Creek）是位於美國愛達荷州本瓦縣的一個非建制地區。

## 地理
弗拉特克里克的座標為47°13′56″N 116°29′29″W / 47.23222°N 116.49139°W，而該地的平均海拔高度為915米（即3002英尺）。